# 榊原哲也
榊原 哲也（さかきばら てつや、1958年 - ）は、日本の哲学者。東京大学名誉教授。専門はドイツ現代哲学、特にフッサール、ディルタイ、ハイデガーらによって展開された現象学・解釈学。近年では、看護、医療、ケアといったテーマについての現象学的・応用哲学的考察も行っている。

## 略歴[1]
- 1958年：　静岡県に生まれる。
- 埼玉県立浦和高等学校卒業。
- 1983年3月：　東京大学文学部第1類哲学専修課程卒業。
- 1986年3月：　東京大学大学院人文科学研究科哲学専門課程修士課程修了。
- 1988年3月：　東京大学大学院人文科学研究科哲学専攻博士課程退学。
- 1988年4月：　東京大学文学部助手。
- 1992年4月：　立命館大学文学部助教授。
- アレクサンダー・フォン・フンボルト財団奨学研究員（ドイツ・ヴッパータール大学）（1995年10月-1996年9月、1997年8月-9月、1998年8月-9月、1999年8月-9月）
- 2001年4月：　立命館大学文学部教授。
- 2003年4月：　東京大学大学院人文社会系研究科助教授。
- 2007年4月：　東京大学大学院人文社会系研究科准教授。
- 2009年9月：　論文「フッサール現象学の生成 : その方法の成立と展開」により、東京大学より博士（文学）の学位を取得。論文審査委員：高山守、松永澄夫、熊野純彦、村田純一（以上、東京大学）、浜渦辰二（大阪大学）[2]。
- 2010年4月：　東京大学大学院人文社会系研究科教授。
- 2020年3月：　東京大学大学院人文社会系研究科教授を退職[3]。名誉教授。

## 著作

### 単著
- 『フッサール現象学の生成――方法の成立と展開』東京大学出版会、2009年

### 共著
- （岡崎文明、日下部吉信、杉田正樹、竹田純郎、谷徹、服部健二、中釜浩一共著）『西洋哲学史――理性の運命と可能性』昭和堂、2002年

### 編著
- （高山守、千田義光、久保陽一、森一郎共編）『渡邊二郎著作集〈1〉～〈12〉』筑摩書房、2010年～2011年

### 翻訳
- ヒューバート・ドレイファス（門脇俊介監訳、貫成人、森一郎、轟孝夫共訳）『世界内存在――『存在と時間』における日常性の解釈学』産業図書、2000年
- エトムント・フッサール（立松弘孝共訳）『イデーン――純粋現象学と現象学的哲学のための諸構想Ⅱ-Ⅱ〈第2巻〉――構成についての現象学的諸研究』みすず書房、2009年

## 連載

### ウェブ
- 現象学のキーワードで捉える看護事例（「教養と看護」）